# Белогрудово
Белогрудово (укр. Білогрудове) — село в Голопристанской городской общине Скадовского района Херсонской области Украины.
Население по переписи 2001 года составляло 293 человека. Почтовый индекс — 75604. Телефонный код — 5539.

## История
В 2022 году ходе вторжения России в Украину Белогрудово было оккупировано российскими войсками.
6 июня 2023 года село было полностью затоплено в результате разрушения Каховской ГЭС.

## Местный совет
75600, Херсонская обл., Голопристанский р-н, г. Голая Пристань, ул. 1 Мая, 14